# Santos Futebol Clube (Macapá)
Santos Futebol Clube é um clube brasileiro de futebol da cidade de Macapá, capital do estado do Amapá. Suas cores são o preto e o branco e foi fundado em 11 de maio de 1973.
Na era profissional do futebol amapaense, é o segundo maior campeão estadual, com 7 títulos, sendo 5 dos quais conquistados em sequência (2013-14-15-16-17) e os outros 2 foram obtidos em 2000 e 2019.
Também se tornou o primeiro time amapaense a chegar a semifinal da Copa Verde na edição de 2017.

## História
No Amapá, precisamente em 11 de maio de 1973, Otaciano Nogueira (enfermeiro) e Delson Furtado (professor estadual), mobilizaram um grupo de amigos para fundar, o Santos Futebol Clube na capital Macapá. A reunião aconteceu exatamente no dia 11 de maio de 1973, na Avenida Pedro Baião no Bairro do Trem. Na oportunidade, o objetivo era instituir um clube que viesse a ser uma fábrica de atletas campeões, surgia assim, o 'Peixe da Amazônia'.
Em 1987 conquistou seu primeiro título, sendo o Campeonato Amapaense de Futebol - Série C, onde venceu da equipe do Lagoa na final.
Em 1988 jogou a Série B do Amapazão de 1988, onde conquistou o título após vencer a final contra o seu rival Nacional.
No advento do profissionalismo amapaense em 1990, houve também a necessidade dos clubes acompanhar esse novo modelo de fazer futebol. O Santos profissionalizou-se em 1998, na Federação Amapaense de Futebol (FAF).
Após dois anos disputando profissionalmente, no dia 09 de setembro de 2000 o clube santista conquista o 1º título estadual em um jogo memorável, derrotando o Mazagão por 3 a 1, partida disputada no estádio Zerão. Dengo Beirol, Penafort, e Dinamite marcaram para o peixe, enquanto Germano Tiago diminuiu para o MAC.
O grande jogo de sua história foi realizado no dia 21 de abril de 2016, quando disputou o jogo de maior representatividade de sua história, enfrentando pela primeira vez o seu xará Santos em jogo válido pela Copa do Brasil, a partida terminou em 1 a 1. O gol do Peixe da Amazônia foi marcado por Rafinha, enquanto Joel igualou o marcador para os paulistas. Com este grande resultado, foi necessária a segunda partida, na Vila Belmiro, a equipe amapaense foi derrotada por 3 a 0 e foi eliminada.
Em 2024 a equipe foi suspensa pela CBF por descumprir as regras da Assembleia Geral,sendo retirado do Campeonato Amapaense de Futebol de 2024. Em 29 de fevereiro o clube foi reintegrado a FAF.

## Títulos
| Estaduais | Estaduais                               | Estaduais | Estaduais                                 |
|           | Competição                              | Títulos   | Temporadas                                |
| --------- | --------------------------------------- | --------- | ----------------------------------------- |
|           | Campeonato Amapaense                    | 7         | 2000, 2013, 2014, 2015, 2016, 2017 e 2019 |
|           | Campeonato Amapaense - Segunda Divisão  | 2         | 1988 e 2007                               |
|           | Campeonato Amapaense - Terceira Divisão | 1         | 1987                                      |

 Campeão Invicto

### Basquete
| Nacional | Nacional                                                | Nacional | Nacional   |
|          | Competição                                              | Títulos  | Temporadas |
| -------- | ------------------------------------------------------- | -------- | ---------- |
|          | Supercopa Brasil de Basquete (equivalente à 3ª divisão) | 1        | 2016       |

### Futsal
| Estaduais | Estaduais          | Estaduais | Estaduais  |
|           | Competição         | Títulos   | Temporadas |
| --------- | ------------------ | --------- | ---------- |
|           | Amapazão de Futsal | 1         | 2023       |

### Participações
|  | Participações em 2025 |

| Competição | Competição       | Temporadas | Melhor campanha       | Estreia | Última | P | R |
| Amapá      | Amapazão         | 27         | Campeão (7 vezes)     | 1989    | 2025   |   | 2 |
| Amapá      | Segunda Divisão  | 3          | Campeão (1988 e 2007) | 1988    | 2007   | 2 |   |
| Amapá      | Terceira Divisão | 1          | Campeão (1987)        | 1987    | 1987   | 1 |   |
|            | Copa Verde       | 7          | 3º colocado (2017)    | 2014    | 2020   |   |   |
| Brasil     | Série C          | 1          | 65º colocado (1998)   | 1998    | 1998   | – | – |
| Brasil     | Série D          | 8          | 11º colocado (2017)   | 2012    | 2020   | – |   |
| Brasil     | Copa do Brasil   | 8          | 54º colocado (2020)   | 2000    | 2020   |   |   |

### Campeonato Amapaense - 1ª Divisão
| Ano  | 1990 | 1991 | 1992 | 1993 | 1994 | 1995 | 1996 | 1997 | 1998 | 1999 |
| ---- | ---- | ---- | ---- | ---- | ---- | ---- | ---- | ---- | ---- | ---- |
| Pos. | —    | —    | —    | —    | —    | —    | —    | —    | 6º   | 2º   |
| Ano  | 2000 | 2001 | 2002 | 2003 | 2004 | 2005 | 2006 | 2007 | 2008 | 2009 |
| Pos. | 1º   | 8º   | 7º   | 8º   | 6º   | —    | 6º   | 6º   | 10º  | 11º  |
| Ano  | 2010 | 2011 | 2012 | 2013 | 2014 | 2015 | 2016 | 2017 | 2018 | 2019 |
| Pos. | 4º   | 2º   | 3º   | 1º   | 1º   | 1º   | 1º   | 1º   | 2º   | 1º   |
| Ano  | 2020 | 2021 | 2022 | 2023 | 2024 | 2025 |      |      |      |      |
| Pos. | 3º   | 2º   | 3º   | 5º   | 4º   | 4º   |      |      |      |      |

### Campeonato Amapaense - 2ª Divisão
| Ano  | 1988 | 2005 | 2007 |
| ---- | ---- | ---- | ---- |
| Pos. | 1º   | 4º   | 1º   |

### Campeonato Amapaense - 3° Divisão
| Ano  | 1987 |
| Pos. | 1º   |
| ---- | ---- |

### Copa Verde
| Ano  | 2014 | 2015 | 2016 | 2017 | 2018 | 2019 | 2020 |
| ---- | ---- | ---- | ---- | ---- | ---- | ---- | ---- |
| Pos. | 10º  | 12º  | 9º   | 3º   | 8º   | 15º  | 19°  |

### Campeonato Brasileiro - Série C
| Ano  | 1998 |
| ---- | ---- |
| Pos. | 65º  |

### Campeonato Brasileiro - Série D
| Ano  | 2012 | 2014 | 2015 | 2016 | 2017 | 2018 | 2019 | 2020 |
| ---- | ---- | ---- | ---- | ---- | ---- | ---- | ---- | ---- |
| Pos. | 36º  | 13º  | 20º  | 63º  | 11º  | 32º  | 63º  | 53º  |

### Copa do Brasil
| Ano  | 2000 | 2001 | 2014 | 2015 | 2016 | 2017 | 2018 | 2020 |
| ---- | ---- | ---- | ---- | ---- | ---- | ---- | ---- | ---- |
| Pos. | 63º  | 59º  | 85º  | 81º  | 75º  | 80º  | 67º  | 54º  |

## Estrutura
O clube é um dos destaques da região norte em estrutura. O Centro de Treinamento possui, duas quadras, uma poliesportiva para a prática do Futsal, Handebol, Basquete, Voleibol, medindo 25/20m² e a outra de grama sintética que serve exclusivamente para a prática de Futebol Society, e mede 25/50m². Ainda possui: Campo de Futebol com grama Esmeralda 110/75m²(dimensões oficiais , gramado vindo de Dubai), um Campo de Areia 25/25m², e outro campo de tamanho inferior medindo 30/30m². O espaço social compreende pelo Salão de Eventos, Piscina, Academia Área Vip, Lanchonete, e Bosque, arborizado por árvores nativa da região. Os alojamentos possuem centrais de ar, e auditório para jogos.
Investe nas categorias de base, participando, em 2013, da Copa São Paulo de futebol Juniores.

## Rivalidade
- São Paulo-AP
- san-são da Amazônia faz alusão ao grande clássico paulista San-São, este confronto já definiu o amapaense, no ano de 2014,[16][17] o embate ocorreu na final do returno, com vitória santista. Pelo fato do peixe também ter faturado o primeiro turno, não houve necessidade de uma final entre os campeões de turno, portanto a equipe santista garantiu o título estadual neste jogo.[18][19]

## Ranking da CBF
Ranking atualizado em 1 de março de 2021
- Posição: 76º
- Pontuação: 964 pontos

Ranking criado pela Confederação Brasileira de Futebol para pontuar todos os clubes do Brasil.

## Filiais
Até ao momento o Santos Futebol Clube possui um único clube filial:

### Pará
- Castanhal
  - Santos Athlético Clube do Pará (filial n.º 1)